# Kostelecká Lhotka
Kostelecká Lhotka je samota na místě bývalého hospodářského dvora asi 800 m severně od obce Tutleky.

## Historie
Na místě, kde se nyní nachází Kostelecká Lhotka u Tutlek, byl do konce první světové války panský dvůr téhož jména, který patřil ke kosteleckému panství. Do třicetileté války to byla ves zvaná Lhotka Žalmanova, jindy Tlukačova, Malšovská nebo také v nejstarších dobách Žabokrky.
Ves tvořilo až do 16. století několik podílů drobné šlechty, které byly postupně scelovány. Ve druhé polovině 16. století je drželi pod jménem Žalmanova Lhotka páni starovamberského statku Pecingarové z Bydžína. Poslední z nich Václav Mikuláš Pecingar sídlil již na tvrzi v Žalmanově Lhotce, poněvadž staré sídlo statku, vamberecký zámek, vyhořel. Tvrz vznikla kolem roku 1610, roku
1612 u ní byl poplužní dvůr s poplužím a ovčínem. Roku 1617 a 1620 se již o vsi nemluví, pouze o dvoře. Po roce 1945 byl dvůr znárodněn a hospodařil zde státní statek. V současnosti je zde velkovýkrmna prasat.

## Fotografie

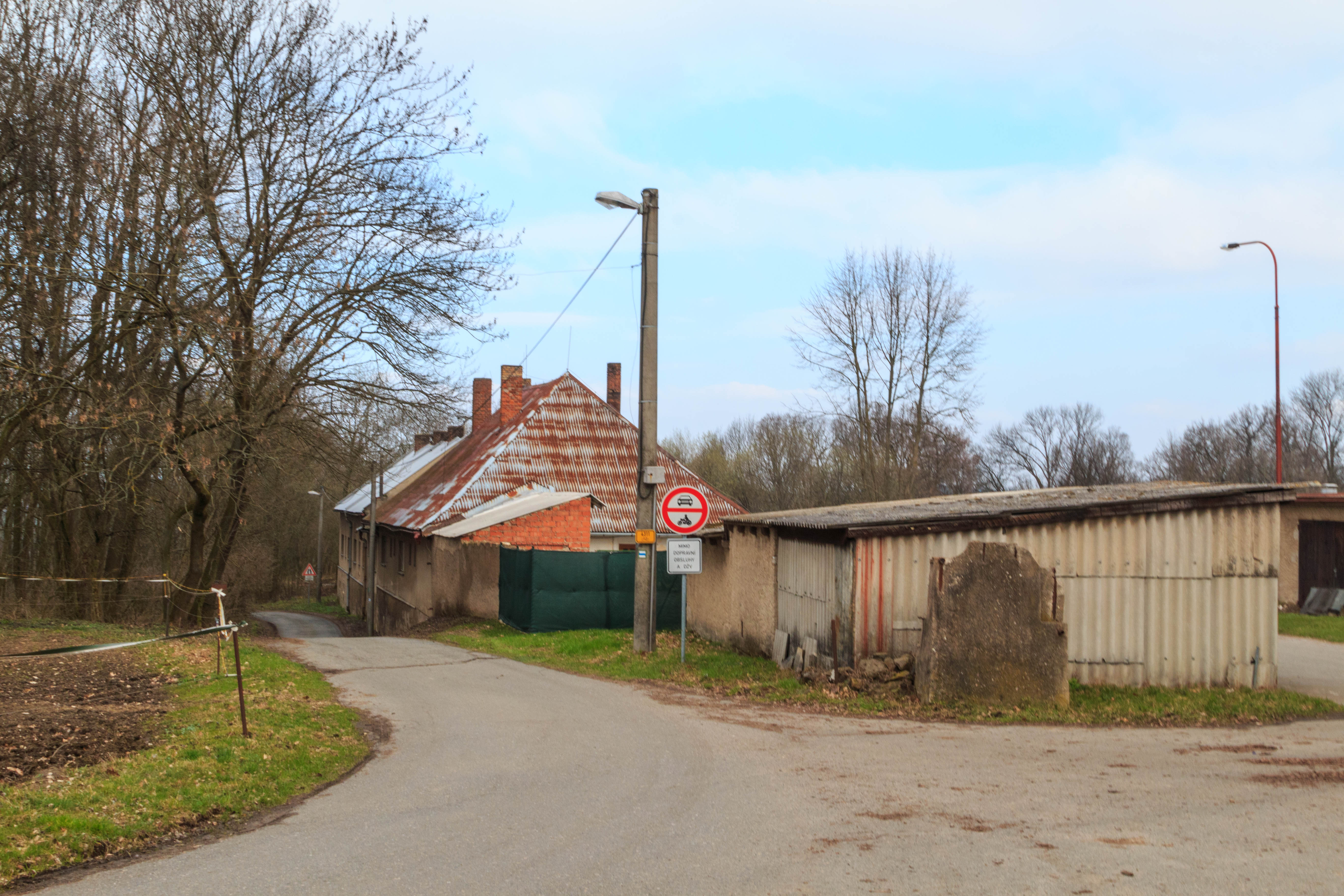
Kostelecká Lhotka čp. 39
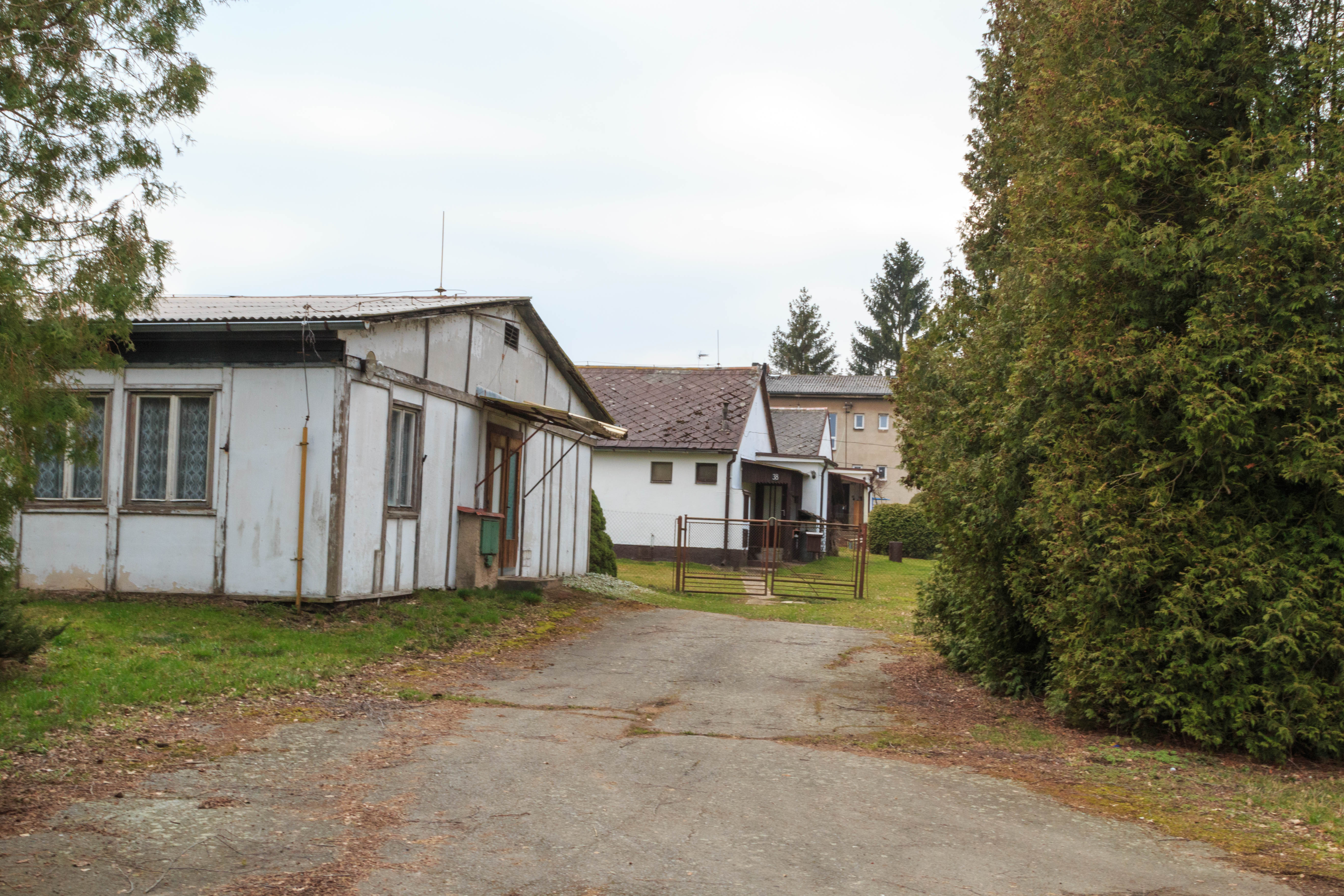
Kostelecká Lhotka čp. 38